# Chrysotus parvipalpus
Chrysotus parvipalpus är en tvåvingeart som beskrevs av Van Duzee 1931. Chrysotus parvipalpus ingår i släktet Chrysotus och familjen styltflugor. Inga underarter finns listade i Catalogue of Life.